# Alwin Parnicke
Alwin Parnicke (* 14. Dezember 1853 in Halle an der Saale; † 13. Januar 1928 in Frankfurt am Main) war ein deutscher Ingenieur. Er war Verfasser des Standardwerkes der chemischen Verfahrenstechnik für Chemiker Die maschinellen Hilfsmittel der chemischen Industrie.

## Leben
In Halle an der Saale aufgewachsen studierte Alwin Parnicke an der Gewerbeakademie Charlottenburg Ingenieurwissenschaften und schloss sich im Sommersemester 1874 dem Verein der Sachsen, dem späteren Corps Saxonia-Berlin an. Nach Abschluss des Studiums wechselte er in die chemische Industrie und wurde Oberingenieur der Chemischen Fabrik Griesheim. Ab Mitte der 1890er Jahre ließ er sich als Zivilingenieur in Frankfurt am Main nieder.
1894 verfasste er das Werk Die maschinellen Hilfsmittel der chemischen Technik mit einem Vorwort von Karl Haeussermann, damals Professor für Chemie an der Technischen Hochschule Stuttgart. Das Buch schloss die Lücke zwischen der wissenschaftlichen Ausbildung der Chemiker an den Universitäten und den Erfordernissen der industriellen Praxis und wurde über mehr als drei Jahrzehnte zum Standardwerk der Verfahrenstechnik für Chemiker. Das Buch wurde 1898 in einer 2., 1905 in einer 3. und 1922 in einer 4., jeweils überarbeiteten und erweiterten Auflage herausgegeben. Auch außerhalb des deutschsprachigen Raums fand es Verbreitung und Anerkennung.
1896 wurde Alwin Parnicke zum Vorsitzenden der provisorischen Denkmalskommission für den Bau eines Denkmals auf der Burg Windeck für die im Deutsch-Französischen Krieg gefallenen WSC-Angehörigen gewählt. Durch Verbot des Freiherrn von Berckheim konnte dieses Denkmal nicht realisiert werden, womit es ab 1906 zum Bau der Wachenburg kam.

## Werk
- Alwin Parnicke: Die maschinellen Hilfsmittel der chemischen Technik. 4. Auflage, Berlin, 1922.